# Goldküste

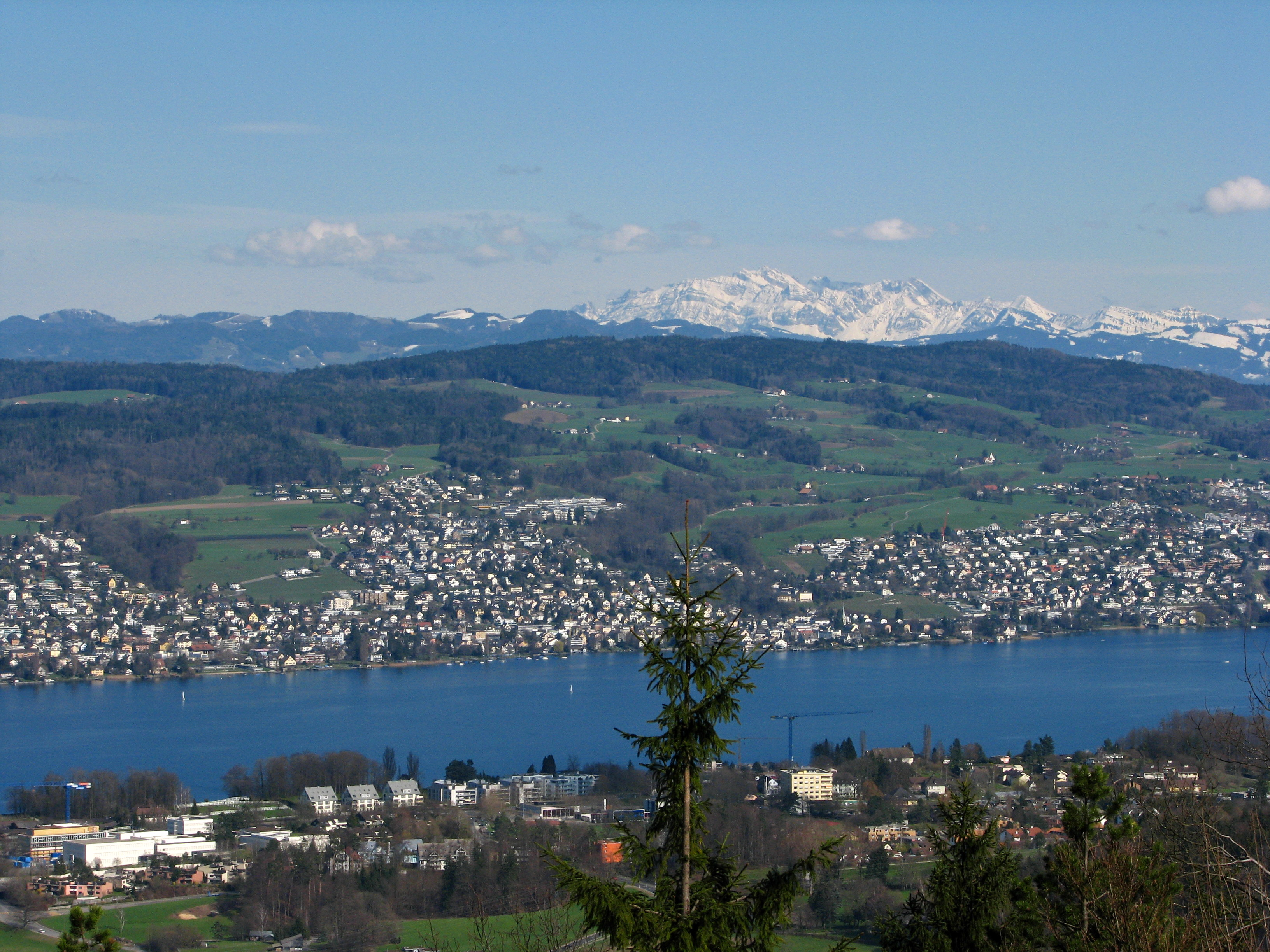
Erlenbach et Herrliberg (à droite) et Pfannenstiel inférieur vus du point de vue de Felsenegg (Suisse)

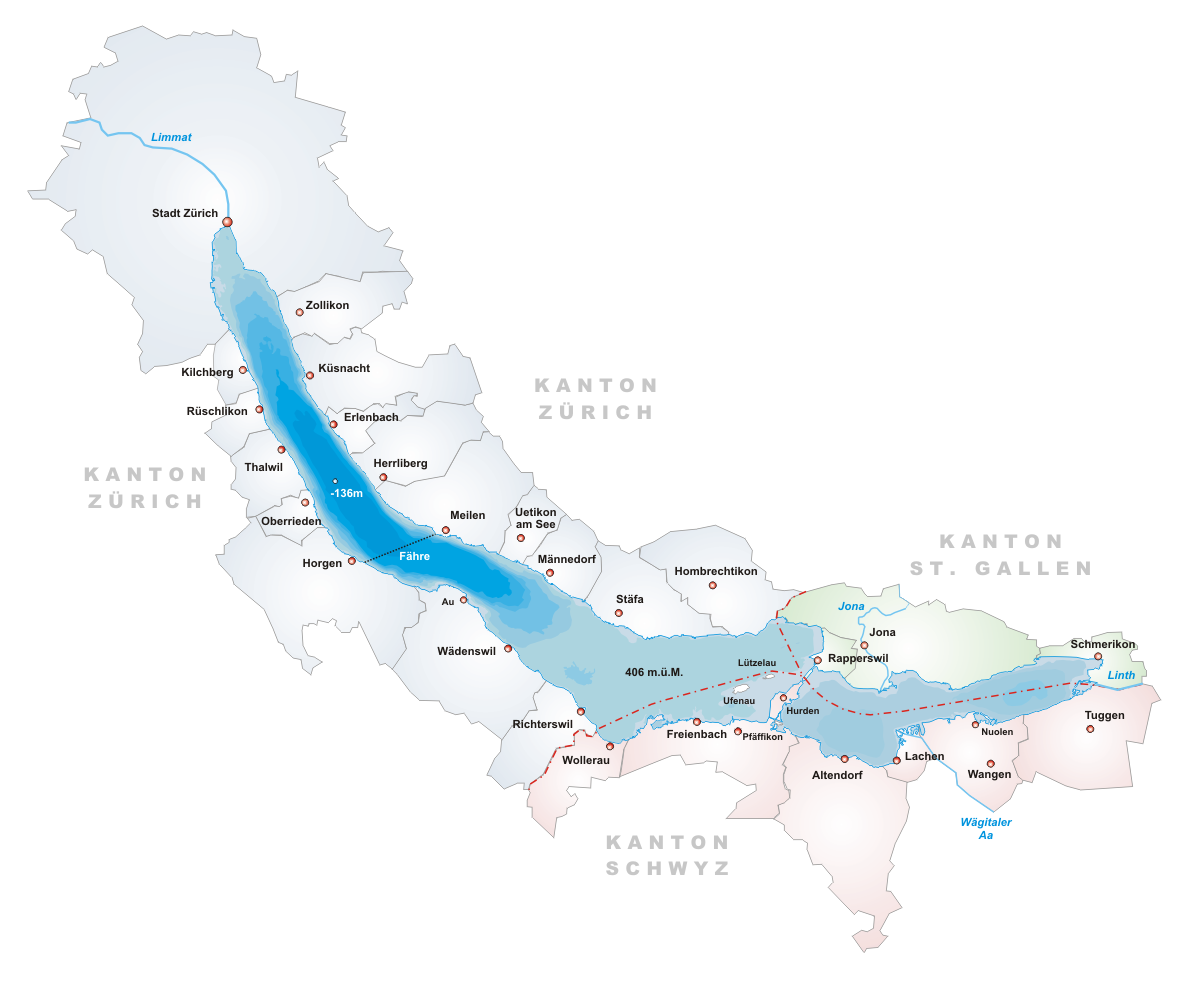
Les communes bordant le lac de Zurich

La Goldküste (littéralement côte d'or en allemand ; en français, les termes allemands et français sont utilisés, on parle aussi parfois de Côte dorée) est le nom donné à la rive droite du lac de Zurich. Cette région prospère se situe sur la rive nord-est du lac et profite ainsi du soleil du soir. La Goldküste est réputée pour son faible taux d'imposition et ses prix immobiliers élevés. Les pentes ensoleillées du sud-ouest du Pfannenstiel sont consacrées à la viticulture. La rive opposée est surnommée avec dérision "la côte du rhume" (Pfnüselküste en dialecte suisse-alémanique) car sa topographie et son orientation au nord-est signifient qu'elle se trouve à l'ombre de ses propres montagnes - ce qui arrive souvent dans les premières soirées d'hiver, contrairement à la Goldküste, qui reste baignée de soleil. Les communes suivantes sont situées sur la Goldküste : Küsnacht, Zollikon, Erlenbach, Herrliberg, Meilen, Uetikon am See, Männedorf et Stäfa, toutes situées dans le district de Meilen. Le reste de la rive droite du lac est parfois également inclus dans la Goldküste.

## Ligne de chemin de fer de la Goldküste
La voie ferrée le long de la rive droite de Zürich à Rapperswil est parfois connue sous le nom de Goldküste Express. Le 26 mai 1968, le service le long de cette route a commencé avec des automotrices "Mirage" rouge vin qui étaient capables d'accélérations inhabituelles pour l'époque. Il s'est agit d'un des premiers développements menant au S-Bahn de Zurich, qui a ouvert en 1990.